# Сивцева, Екатерина Ивановна
Екатерина Ивановна Сивцева  (1928—1984) — советский передовик производства в сельском хозяйстве. Герой Социалистического Труда (1948).

## Биография
Родилась в 1926 году в селе Мерке Аулиеатинского уезда Сырдарьинской области Казакской АССР в крестьянской семье.
После окончания сельской школы в период Великой Отечественной войны вступила в колхоз «Новый Путь» Меркенского района, в полеводческую бригаду по сбору сахарной свеклы.
С 1948 года Е. И. Сивцева возглавила комсомольско-молодёжное звено, за которым было закреплено не 2 гектара как ранее а 3,1 гектара.
Свекловичное звено Е. И. Сивцевой в 1948 году получило урожай сахарной свеклы 827 центнеров с гектара на поливной площади 3,1 гектара, с её участка было отправлено на завод 2,5 тысячи центнеров сахарной свеклы.
11 апреля 1949 года Указом Президиума Верховного Совета СССР «за получение высоких урожаев сахарной свеклы и табака в 1948 году» Екатерина Ивановна Сивцева была удостоена звания Героя Социалистического Труда с вручением Ордена Ленина и золотой медали «Серп и Молот».
Проживала в родном селе Мерке. Умерла в 1984 году.

## Награды
- Медаль «Серп и Молот» (11.04.1949)
- Орден Ленина (11.04.1949)
- Медаль «За трудовое отличие» (29.03.1948)
- Медаль «За доблестный труд в Великой Отечественной войне 1941—1945 гг.»